# Tatra T3M
Tatra T3M – typ tramwaju, który powstał w wyniku modernizacji czechosłowackiego wozu typu Tatra T3.

## Historia
Już od połowy lat 60. minionego stulecia zakłady ČKD Trakce (producent wyposażenia elektrycznego do tramwajów Tatra) zajęły się konstruowaniem nowych układów elektrycznych, które mogłyby zostać zamontowane zarówno w nowych, jak i modernizowanych starszych tramwajach. Nowa wydajna elektronika umożliwia płynniejszą i gospodarniejszą eksploatację wozów. Niektóre elementy nowego wyposażenia (oznaczonego TV1) były testowane od roku 1969 w koszyckim tramwaju T3 nr 263. Prototyp wozu T3t (późniejsze tramwaje z wyposażeniem TV1 oznaczono T3M) został wyprodukowany w roku 1971. Prototypy wozów seryjnych skonstruowano w 1976.
Produkcja seryjna elektrycznego tyrystorowego wyposażenia TV1 została rozpoczęta w roku 1977. Przedsiębiorstwa transportowe samodzielnie dokonywały montażu tego wyposażenia w swoich tramwajach. Ostatnie sztuki TV1 dostarczono w 1981.
W połowie lat 90. XX wieku pojawił się w Pradze problem. Niektóre pudła tramwajów T3M były już w złym stanie technicznym, podwozie i wyposażenie było jednak w dość dobrym stanie. Praskie przedsiębiorstwo transportowe zakupiło 18 nowych pudeł tramwajowych (identyczne z T3SUCS). Tak zmodernizowane wozy (de facto nowe tramwaje) otrzymały oznaczenie T3M.2-DVC.

## Prototypy
Pierwszym prototypem tramwaju T3M był wóz nr 6000. Wyprodukowany został w 1971. W roku 1973 wóz przenumerowano na 8003 i rozpoczęto jazdy próbne z pasażerami w Pradze. W roku 1980 wóz odstawiono do zajezdni Hloubětín. Po pożarze tramwaju nr 8071 w roku 1992 spalony tramwaj zastąpiono w ruchu liniowym wozem 8003. Ponownie wycofano go z eksploatacji w 2005.
Kolejnymi prototypami były praskie tramwaje T3 nr 6795 i 6798 wyprodukowane w 1970. Po przebudowie na typ T3M w roku 1976 zostały przenumerowane na 8005 i 8006. Oba wozy wciąż pozostają w eksploatacji.

## Modernizacja
Jedyną zmianą względem T3 było nowe wyposażenie tyrystorowe TV1, które pobiera z sieci mniej energii elektrycznej niż starsze oporowe typu TR37.

## Dostawy
W 1971 r. wyprodukowano jeden tramwaj T3M. Pozostałe powstały w wyniku modernizacji starszych wagonów.
| Państwo        | Miasto         | Typ            | Lata dostaw    | Liczba | Numery taborowe |       |
| -------------- | -------------- | -------------- | -------------- | ------ | --------------- | ----- |
| Czechy         | Praga          | T3M            | 1971           | 1      | 6000            | [ 1 ] |
| Łączna liczba: | Łączna liczba: | Łączna liczba: | Łączna liczba: | 1      |                 |       |

Modernizacja na typ T3M przebiegała w latach 1976–1981.
Nowe nadwozia typu T3M.2-DVC wyprodukowano w 1996 r.
| Państwo        | Miasto         | Typ            | Lata modernizacji | Liczba |       |  |
| -------------- | -------------- | -------------- | ----------------- | ------ | ----- |  |
| Czechy         | Brno           | T3M            | 1978–1989         | 49     | [ 2 ] |  |
| Czechy         | Ostrawa        | T3M            | 1978–1981         | 21     | [ 3 ] |  |
| Czechy         | Praga          | T3M            | 1976–1981         | 102    | [ 1 ] |  |
| Czechy         | Praga          | T3M.2-DVC      | 1996–1999         | 18     | [ 4 ] |  |
| Słowacja       | Bratysława     | T3M            | 1978–1981         | 12     | [ 5 ] |  |
| Słowacja       | Koszyce        | T3M            | 1981              | 6      | [ 6 ] |  |
| Łączna liczba: | Łączna liczba: | Łączna liczba: | Łączna liczba:    | 208    |       |  |

## Wagony historyczne
- Praga (wóz nr 8084)[7]
- Brno (w Muzeum Technicznym, nr 1594)
- Liberec (były praski wóz nr 8106)